# Roger Ballen
Roger Ballen (New York, 1950) is een Amerikaanse fotograaf. Ballen woont en werkt al ruim 30 jaar in Zuid-Afrika. 
Roger Ballen heeft tijdens zijn carrière verschillende boeken uitgegeven en prijzen gewonnen. Zijn werk werd tentoongesteld in diverse internationale musea zoals het Museum of Modern Art in New York, Het Stedelijk Museum in Amsterdam, het Centre Pompidou in Parijs en The Johannesburg Art Museum in Johannesburg.
In 2021-2022 had Ballen een overzichtstentoonstelling in het Fotomuseum in Den Haag, ‘De wereld volgens Roger Ballen’, met foto- en videowerk en installaties.
Ballen is naast zijn foto’s ook bekend om zijn films, waaronder ook videoclips voor muzikanten. Bekendheid bij een breder publiek kreeg hij o.a. met de video “I Fink U Freeky” voor de band Die Antwoord.

## Publicaties
- Asylum of the Birds, Londen: Thames and Hudson, 2014.
- Roger Ballen, Parisj: Nathan, Photo Poche series, 2012.
- Animal Abstraction, Exhibition catalogue Galerie Alex Daniels, Amsterdam: Reflex, 2011
- Boarding House, Londen: Phaidon, 2009.
- Shadow Chamber, Londen: Phaidon, 2005.
- Fact or Fiction, Parijs: Kamel Mennour, 2003, ISBN 291417109-9.
- Outland, London: Phaidon, 2001.
- Cette Afrique là, Parijs: Nathan, Photo Poche series, 1997.
- Platteland, Rivonia: William Waterman, and  London: Quartet Books, 1994; New York: St. Martin's, 1996.
- Dorps: Small Towns of South Africa, Cape Town: Hirt and Carter, 1986. (herdruk door Protea Boekhuis, 2011)
- Boyhood, New York/Londen: Chelsea House, 1979.

## Prijzen
- Art Directors Club Award Photography - 2006
- Top 10 Exhibition, Matthew Higgs, Artforum-2004
- Citigroup Prize, finalist, UK - 2002
- Photographer of the Year,Rencontres d' Arles - 2002
- Top 10 Exhibition, Vince Aletti, Artforum - 2002
- PhotoEspana, Best Photographic Book of the Year, Spain - 2001
- Photo-eye, Best Documentary Title, Best Photography Books of 2001
- Sani Festival, Best Solo Exhibition, Greece, 2000
- Special mention: UNICEF Photo of the Year 2001

## Museumcollecties
- Berkeley Art Museum and Pacific Film Archive, Californië, USA
- Brooklyn Museum, New York, USA
- Centre Georges Pompidou, Parijs, Frankrijk
- Durban Museum, Zuid-Afrika
- Fotomuseum, München, Duitsland
- Hasselblad Center, Göteborg, Zweden
- Johannesburg Art Museum, Zuid-Afrika
- Los Angeles County Museum of Art, USA
- Louisiana Museum, Denemarken
- Maison Europene de la Photographie, Frankrijk
- Musee Nicephore Niepce, Frankrijk
- Museet for Fotokunst, Denemarken
- Musee de la Photographie a Charleroi, België
- Museum Folkwang, Essen, Duitsland
- Museo nazionale Della Fotographia, Italië
- Museum of Contemporary Art, San Diego, USA
- Museum of Fine Arts, Houston, USA
- Museum of Modern Art, New York, USA
- National Gallery, Cape Town, Zuid-Afrika
- Spencer Art Museum, Kansas, USA
- Stedelijk Museum (Amsterdam), Nederland
- Victoria and Albert Museum, Londen, Engeland